# Броненосцы типа «Пересвет»
Броненосцы типа «Пересве́т» — серия эскадренных броненосцев Российского императорского флота из трех несколько отличающихся друг от друга кораблей: головной корабль «Пересве́т», «Ослябя» и «Победа» построенных на рубеже XIX—XX веков на Балтике и предназначенных прежде всего для крейсерских действий в океане.

## Проектирование
Броненосец ставший «Пересветом» сформировался под влиянием крейсерской доктрины с оглядкой на постройку в Англии облегчённых броненосцев «Барфлёр», «Центурион» и «Ринаун». Главным отличием последних стали уменьшенная толщина брони и сниженный до 10" калибр главной артиллерии. Построенные в 1893, 1894 и 1896 годах, эти корабли имели водоизмещение от 10 500 до 12 350 дл. т («Ринаун») и, подобно крейсерам, имели в подводной части деревянную и медную обшивку поверх стальной. В России именно «Ринаун» признали наиболее перспективным прототипом. Первоначальный проект 10 500 тонного броненосца по типу броненосца «Центурион» обсудили на расширенном собрании адмиралов и командиров. В 1895 году разработанный проект сравнили с английским «Ринауном», его российской адаптацией, «Петропавловском» и французским броненосцем «Шарлемань» и решили стоить броненосец по типу «Ринаун».

## Основные характеристики
Полное водоизмещение броненосцев типа «Пересвет»: фактическое нормальное 13 810 т, нормальное по проекту 12 674 т; длина наибольшая 132,4 м, по конструктивной ватерлинии 130 м, между перпендикулярами 122,3 м; ширина 21,8 м; осадка по проекту 7,93 м, фактическая с нормальным запасом угля 8,43 м. Коэффициент общей полноты 0,576; увеличение водоизмещения на 1 см осадки 20,55 т; площадь грузовой ватерлинии 2038,8 м²; площадь мидель-шпангоута 121,8 м².
Скорость проектная 18 уз, мощность машин проектная 14 500 индикаторных л. с., (естественная тяга), 30 водотрубных котлов системы Бельвиля модели 1894 года (без экономайзеров) с суммарной поверхностью нагрева 4036,5 м² и площадью колосниковых решеток 129,36 м² вырабатывали пар давлением 17 атм. Дальность плавания проектная: 6860 миль 10-узловым ходом. Запас угля нормальный: 1046 т, полный: 2148 т.
Вооружение: четыре 254-мм, одиннадцать 152-мм, двадцать 75-мм, двадцать 47-мм и шесть 37-мм пушек, два 63,5-мм десантных орудия Барановского, пять 381-мм торпедных аппаратов.
Бронирование (гарвеевская сталь): главный пояс 229—178; верхний пояс 102; траверзы 178—102; палуба 82,6—50,8 мм; башни 229; барбеты 203; казематы 127 или 127 и 51 мм (данные разнятся); рубки 152 и 102 мм.

## Описание конструкции

### Корпус
Продольный набор корпуса включал вертикальный киль длиной 89 м из листов толщиной 12,7 мм, склёпанный из двух 15,9-мм листов горизонтальный киль и по пять стрингеров с каждого борта.
Основу поперечного набора составляли 116 шпангоутов. Между 18-м и 96-м шпангоутами простиралось двойное дно высотой 0,99 м; на всём этом протяжении шпация была равна 1,22 м. В нос и корму, до 18-го и после 96-го шпангоутов, двойного дна не было, а шпация составляла 0,9 м. Бимсами служили швеллеры высотой от 203 до 254 мм; вблизи башен они подкреплялись дополнительными продольными рёбрами.
Ближайший к горизонтальному килю пояс наружной обшивки имел толщину 22,2 мм, а толщина остальных девяти поясов по мере удаления от киля уменьшалась с 19,1 до 12,7 мм. Листы наружной обшивки укладывались «край на край», имели длину не менее 6 м и ширину в средней части корпуса 1,22—1,6 м.
Водонепроницаемые переборки делили корпус на десять отсеков: таранный, носовых погребов боезапаса, подбашенный носовой, три котельных, два машинных, подбашенный кормовой и румпельный. Бортовые угольные ямы имели продольную переборку и вместе с находящимся в них углём давали дополнительную защиту. В переднем машинном отделении по диаметральной плоскости также проходила продольная переборка.
В надводной части корпус делился на два межпалубных пространства тремя палубами: нижней (броневой), жилой (батарейной) и верхней, выше которой на протяжении двух третей длины корпуса проходила четвёртая палуба — навесная, являвшаяся продолжением полубака. На всю высоту от броневой палубы до второго дна размещались машинные и котельные отделения, погреба боезапаса, провизионные кладовые, помещения подводных минных аппаратов, рулевое устройство.
Верхняя палуба имела настил из тиковых досок (на головном корабле использовалась сосна).

### Бронирование
Главный броневой пояс по ватерлинии состоял из плит гарвеевской стали (крупповской на «Победе») высотой 2,35 м, при нормальной осадке уходящих под воду на 1,44 м. Плиты, защищавшие машинно-котельные отделения, имели толщину 229 мм, постепенно утончаясь под водой до 127 мм. В районе башен стояли более тонкие плиты, имевшие в надводной части толщину 178 мм, которая под водой уменьшалась до 102 мм. Главный пояс замыкался на 18-м и 96-м шпангоутах броневыми траверзами из 178-мм плит; его длина составляла около 95 м.
Над главным поясом был расположен верхний пояс, состоящий из 102-мм плит, замыкавшийся траверзами ломаной формы на 35—37 и 77—82 шпангоутах. Он был значительно короче главного пояса (около 49 м) и защищал пространство примерно от первой дымовой трубы до кормовых казематов 152-мм орудий включительно. В эту зону попадали основания дымоходов и цилиндры главных машин корабля.
Горизонтальная защита была представлена карапасной бронепалубой, простиравшейся на всём протяжении корабля и имевшей скосы к бортам и к оконечностям. На протяжении броневой цитадели её края упирались в нижние кромки главного пояса, а толщина составляла 38,1 мм брони плюс 12,7 мм стальной настилки, в сумме — 50,8 мм. Вне цитадели толщина брони составляла от 38,1 до 57,2 мм, а толщина настилки — 25,4 мм, что в сумме давало защиту толщиной от 63,5 до 82,6 мм (более толстыми выполнялись скосы бронепалубы). Бронепалуба была изготовлена из новой «экстрамягкой никелевой стали» (на головном корабле серии, «Пересвете», из-за технологических сложностей, возникших в начале производства нового вида брони, применили обычную судостроительную сталь).
Определённую роль в горизонтальной защите играла также жилая (батарейная) палуба, бывшая крышей верхней цитадели. Её толщина в пределах цитадели составляла в основном 63,5 мм, уменьшаясь до 50,8 мм в казематах 152-мм орудий.
Башни главного калибра защищались 229-мм бронёй, а их барбеты — 203-мм, причём последняя была заказана в Германии (вероятно, она принадлежала к ранним образцам стали, закалённой по способу Круппа, на заводе которого изготавливалась). Крыши башен имели толщину 50,8 мм.
Относительно защиты казематов 152-мм орудий данные разнятся. По одним источникам выходит, что бортовая броня всех казематов составляла 127 мм, по другим — 51 мм, кроме казематов двух средних орудий (по одному с каждого борта), защищённых 127-мм плитами. От продольного огня казематы были защищены носовым и кормовым траверзами, перекрывавшими два межпалубных пространства — от навесной до батарейной палубы. Толщина носового траверза составляла 127 мм, кормового — 102 мм. Внутренние переборки казематов имели толщину 38,1 и 19 мм. Навесная палуба, служившая крышей верхним казематам, имела над ними толщину 20,3 мм. Сами казематные орудия имели щиты толщиной 63,5 мм.
Носовая боевая рубка защищалась 152-мм бронёй, кормовая — 102-мм. Их крыши имели толщину, вероятно, 50,8 мм.
На пространстве между батарейной и верхней палубами дымоходы защищались 51-мм или 38-мм бронёй (данные разнятся), однако до навесной палубы эта защита доведена не была. Аналогичной бронёй прикрывались и элеваторы боеприпасов, проходившие выше бронепояса.

### Артиллерийское вооружение

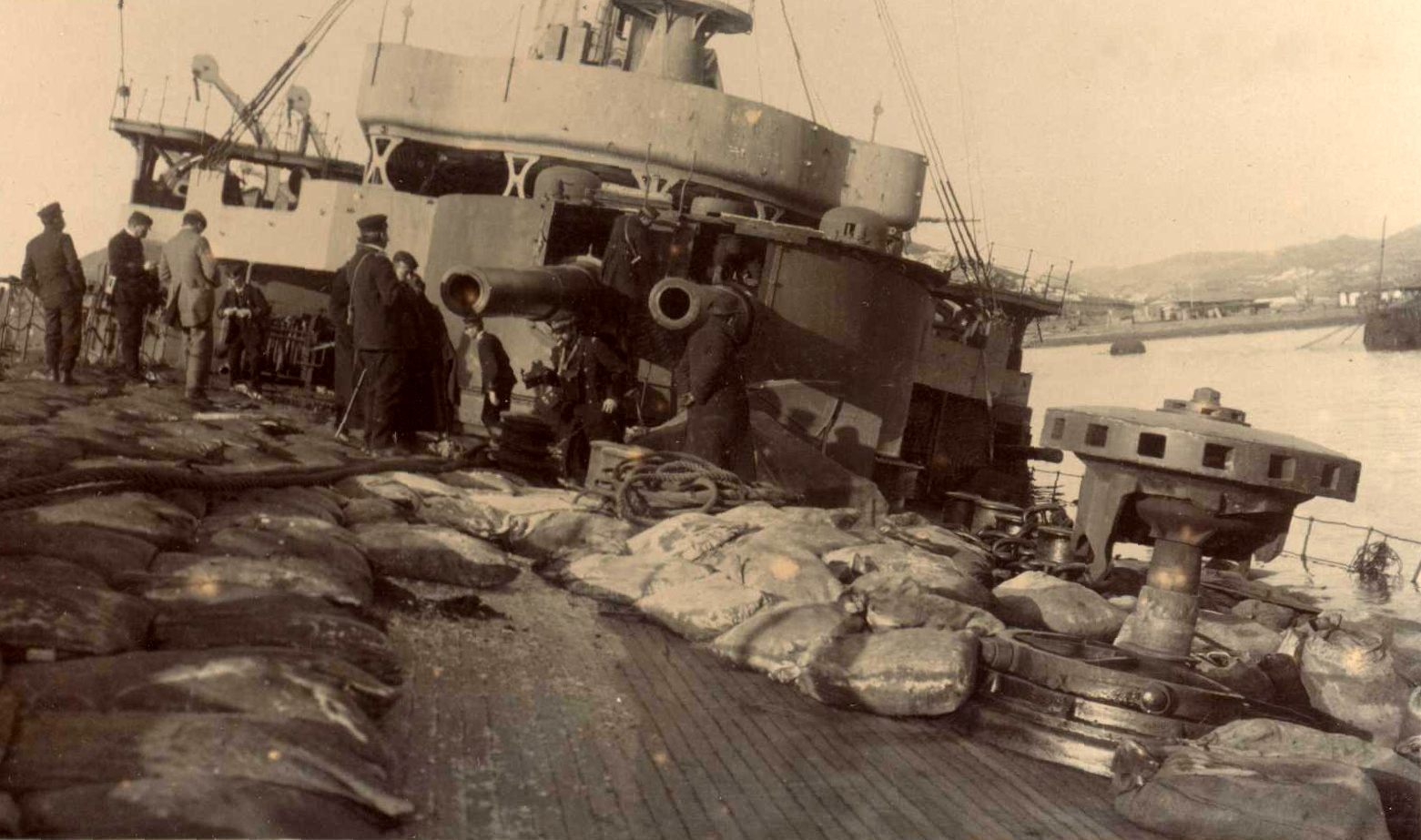
Японцы изучают носовую башню «Победы», январь 1905

Главный калибр включал четыре 254-мм орудия с длиной ствола 45 калибров, установленные в двух башнях производства Путиловского завода (сами пушки изготавливал Обуховский завод). Башни и башенные механизмы приводились в движение электричеством, что в России было новшеством: до этого тяжёлые установки главного калибра оснащались гидроприводами. Замки орудий могли открываться автоматически, используя энергию отката после выстрела. Горизонтальный сектор наведения каждой башни составлял 270°, углы вертикального наведения орудий находились в пределах от −5° до +35°.
Из-за стремления максимально облегчить орудия прочность стволов оказалась недостаточной. В связи с этим пришлось уменьшать заряд и усиливать конструкцию, а также ограничить максимальный угол возвышения 20°, несмотря на это максимальная дальность стрельбы «Победы» составила 88 кбт, «Пересвета» — 95, «Осляби» — 115, что было больше чем 82 кбт. японских броненосцев «Сикисима», «Хацусэ», «Асахи» и «Микаса».
Средний калибр включал одиннадцать 152-мм орудий системы Канэ с длиной ствола 45 калибров. Восемь из них располагались в четырёх двухъярусных казематах по углам верхней цитадели (пушки стояли на батарейной и верхней палубах; крышей казематов служила навесная палуба), ещё два — в двух центральных казематах на верхней палубе (по одному с каждого борта), а последнее — в носовой части под палубой полубака, но защищалось лишь щитом.
На каждую пушку приходилось по 180 выстрелов: по 47 бронебойных, фугасных, чугунных, 31 сегментный и 8 картечных (по другим данным, по 220 выстрелов на ствол).
Противоминный калибр был представлен двадцатью 75-мм пушками Канэ с длиной ствола 45 калибров. По восемь таких орудий стояло в средней части корабля на батарейной и верхней палубах между казематами 152-мм пушек (по четыре орудия на борт на каждой из палуб). Оставшиеся четыре стояли на навесной палубе под носовым и кормовым мостиками (по два орудия на борт).
Боекомплект 75-мм орудий включал по 125 бронебойных и 175 чугунных унитарных патронов на ствол.
Для вооружения десанта имелись две 63,5-мм пушки Барановского, а также семь пулемётов.

### Минное вооружение
Корабли имели три надводных и два подводных минных аппарата.
В минном трюме на 13—19 шпангоутах хранилось 50 сфероконических мин заграждения.

## Тактико-технические элементы эскадренных броненосцев типа «Пересвет»

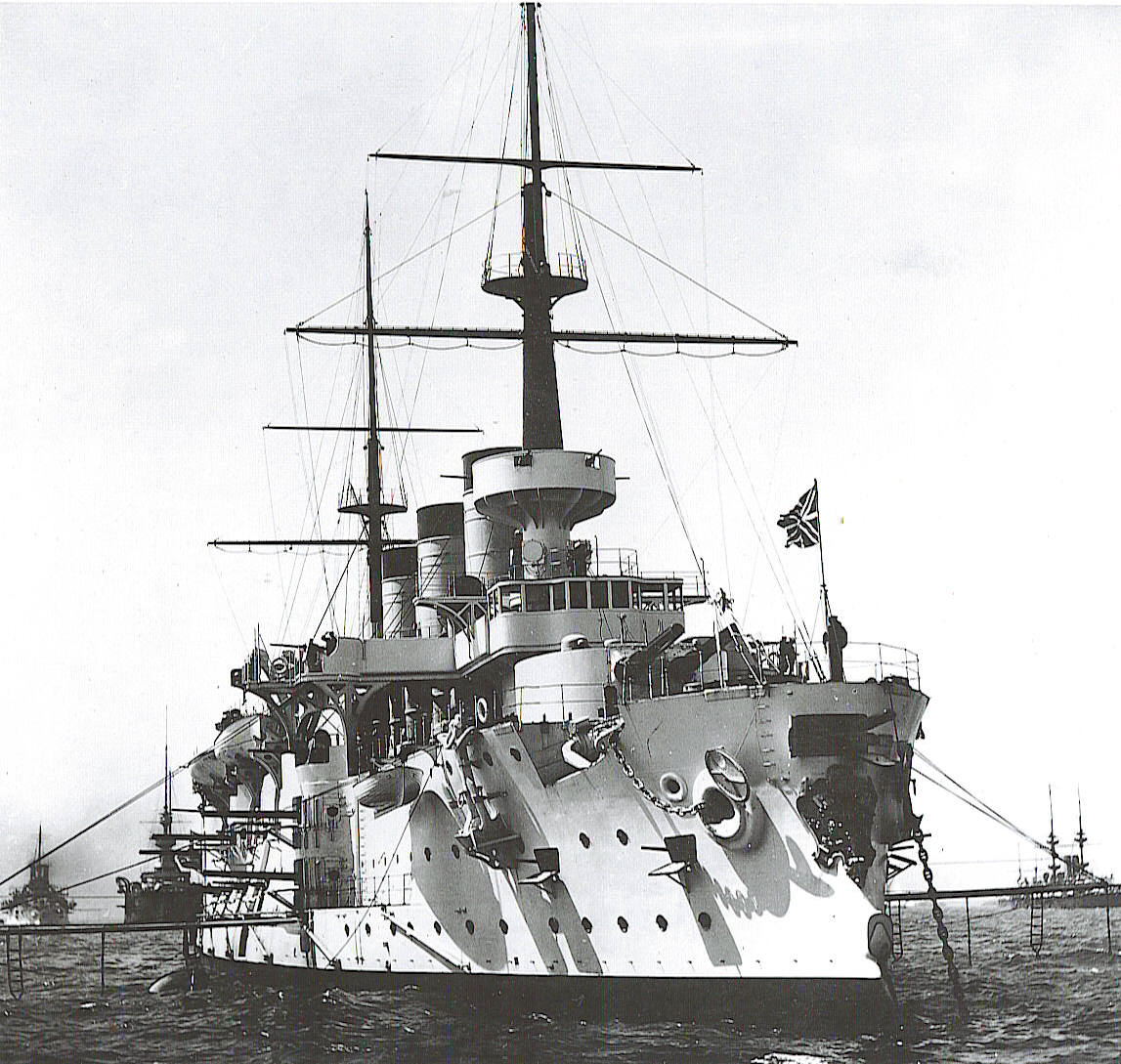
«Победа» броненосец 1899—1922

Таблица
| Наименование элементов                                      | «Пересвет»     | «Ослябя»       | «Победа»       |
| ----------------------------------------------------------- | -------------- | -------------- | -------------- |
| Длина, м:                                                   |                |                |                |
| наибольшая                                                  | 132,4          | 132,4          | 132,4          |
| по КВЛ                                                      | 130,0          | 130,0          | 130,0          |
| между перпендикулярами                                      | 122,3          | 122,3          | 122,3          |
| Ширина, м                                                   | 21,8           | 21,8           | 21,8           |
| Осадка, м                                                   |                |                |                |
| с наружным деревянным килем                                 | 7,925          | 7,925          | —              |
| без киля                                                    | 7,700          | 7,700          | 7,700          |
| Водоизмещение проектное (с нормальным запасом угля), т      | 12 674         | 12 674         | 12 674         |
| Коэффициент общей полноты                                   | 0,576          | 0,576          | 0,576          |
| Увеличение водоизмещения на 1 см осадки, т                  | 20,55          | 20,55          | 20,65          |
| Мощность механизмов, л. с.:                                 |                |                |                |
| проектная                                                   | 14 500         | 14 500         | 14 500         |
| фактическая                                                 | 13 755         | 15 058         | 15 492         |
| Скорость. уз:                                               |                |                |                |
| проектная                                                   | 18,00          | 18,00          | 18,00          |
| фактическая                                                 | 18,60          | 18,33          | 18,50          |
| Запас угля, т:                                              |                |                |                |
| нормальный                                                  | 1046           | 1046           | 1142           |
| полный                                                      | 2058           | 2058           | 2155           |
| Дальность плавания экономической 10-узловой скоростью, мили | 5610           | 5610           | 6080           |
| Вооружение:                                                 |                |                |                |
| 254-мм орудия                                               | 4              | 4              | 4              |
| 152-мм орудия                                               | 11             | 11             | 11             |
| 75-мм орудия                                                | 20             | 20             | 20             |
| 63,5-мм десантные орудия                                    | 2              | 2              | 2              |
| 47-мм орудии                                                | 20             | 20             | 20             |
| 37-мм орудия                                                | 8              | 8              | 8              |
| 7,62-мм пулеметы                                            |                |                | 1              |
| торпедные аппараты надводные                                | 3              | 3              | 3              |
| торпедные аппараты подводные                                | 2              | 2              | 2              |
| Бронирование, мм:                                           |                |                |                |
| пояс по КВЛ в средней части                                 | 229            | 229            | 229            |
| пояс у траверзов                                            | 178            | 178            | 178            |
| траверзы                                                    | 178            | 178            | 178            |
| верхний пояс                                                | 102            | 102            | 102            |
| траверзы верхнего пояса                                     | 127            | 127            | 127            |
| башни: стенки — подачные трубы— крыша                       | 229 — 203 — 64 | 229 — 203 — 64 | 229 — 203 — 64 |
| казематы                                                    | 51 — 127       | 51—127         | 51—64          |
| кожухи дымоходов и элеваторов                               | 38             | 38             | 38             |
| носовая боевая рубка                                        | 102—152        | 102-152        | 229            |
| кормовая боевая рубка                                       | 102—152        | —              | —              |
| броневая палуба:                                            |                |                |                |
| в пределах пояса по КВЛ                                     | 51-64          | 51 −64         | 51 — 127       |
| носовой карапас                                             | 60,3—85,7      | 60,3—85,7      | 82,5           |
| кормовой карапас                                            | 85,7           | 85,7           | 82,5           |
| Экипаж (офицеры/матросы), чел: по штату                     | 28/750         | 28/750         | 28/750         |
| фактически                                                  | 22/653         | 19/827         | 21/748         |

## Представители класса
| Название   | Место постройки      | Закладка      | Спуск на воду   | Вступление в строй  | Выведен                                                     | Судьба                                            |
| ---------- | -------------------- | ------------- | --------------- | ------------------- | ----------------------------------------------------------- | ------------------------------------------------- |
| «Пересвет» | Балтийский завод     | 9 ноября 1895 | 7 мая 1898 года | 6 августа 1901 года | 28 марта 1917 год                                           | Подорвался на минах и затонул 22 декабря 1916 год |
| «Ослябя»   | Новое Адмиралтейство | 9 ноября 1895 | 2 октября 1898  | лето 1903           | 14 мая 1905 года                                            | Погиб 14 мая 1905 года в Цусимском сражении       |
| «Победа»   | Балтийский завод     | 18 мая 1898   | 24 мая 1900     | октябрь 1902        | 1905 году - из русского флота; 1922 году из японского флота | Разобран на металл                                |

## Общая оценка проекта
«Пересветы» создавались как «мегакрейсера», предназначенные для рейдерства в океане на коммуникациях вероятного противника (под которым на момент начала их создания подразумевалась Великобритания), превосходящие по боевой мощи любой вражеский крейсер и способные уйти за счёт превосходства в скорости от любого более мощного корабля. В жертву крейсерским качествам — мореходности и дальности плавания, а также скорости — были принесены и огневая мощь, и защита. Ради уменьшения расхода угля на экономическом ходу была применена не привычная двухвальная, а трёхвальная энергетическая установка (аналогичным образом поступили и на другом океанском рейдере — броненосном крейсере «Россия»). Действительность, однако, опрокинула все расчёты адмиралов: всем трём «пересветам» пришлось выступать в роли обычных броненосцев. Но что ещё хуже, опыт эксплуатации этих кораблей даёт очень веские основания сомневаться в возможности их успешного применения и по прямому назначению.
Самым существенным конструктивным недостатком кораблей типа «Пересвет» было слабое бронирование. Хотя главный пояс гарвеевской стали, траверзы и бронепалуба обеспечивали достаточно надёжную защиту машинно-котельных отделений и погребов боезапаса от поражения неприятельскими снарядами, лишённые защиты оконечности могли быть легко разрушены фугасными снарядами среднего калибра из многочисленных 120—152-мм скорострельных пушек, стоящих на вооружении броненосцев и крейсеров того времени, не говоря о фугасах более крупного калибра. Поступление большого количества воды через полученные пробоины приводило к увеличению осадки, потере скорости и ухудшению остойчивости. Ситуация усугублялась тем, что при погружении главного пояса в воду короткий верхний пояс не мог обеспечить непотопляемость корабля. Именно это стало, судя по всему, причиной быстрой гибели в Цусимском сражении броненосца «Ослябя», ну а «Пересвет» не был потоплен в бою в Жёлтом море только потому, что не подвергался такому сосредоточенному расстрелу, как «Ослябя», да к тому же имел меньшую перегрузку. Резким контрастом по сравнению с ними может служить поведение броненосцев «Цесаревич» и «Князь Суворов», подвергавшихся не менее интенсивному обстрелу, но оставшихся на плаву («Князь Суворов» в конце концов был потоплен, но торпедами, а не артиллерийским огнём).
|                                     | «Алабама»                                 | «Канопус»                                      | «Кайзер Фридрих III»                            | «Фудзи»                                         | «Сикисима»                                      | «Пересвет»                                                  | «Петропавловск»                               | «Ринаун»                                                  | «Шарлемань»                                                   |
| ----------------------------------- | ----------------------------------------- | ---------------------------------------------- | ----------------------------------------------- | ----------------------------------------------- | ----------------------------------------------- | ----------------------------------------------------------- | --------------------------------------------- | --------------------------------------------------------- | ------------------------------------------------------------- |
| Год закладки                        | 1896                                      | 1897                                           | 1895                                            | 1894                                            | 1897                                            | 1895                                                        | 1892                                          | 1893                                                      | 1894                                                          |
| Год ввода в строй                   | 1900                                      | 1899                                           | 1898                                            | 1897                                            | 1900                                            | 1901                                                        | 1899                                          | 1897                                                      | 1899                                                          |
| Водоизмещение нормальное, т         | 11 750                                    | 13 360                                         | 11 785                                          | 12 320                                          | 14 300                                          | 12 674                                                      | 11 354                                        | 12 865                                                    | 11 100                                                        |
| Полное, т                           | 12 446                                    | 14 529                                         | 11 895                                          | 12 649                                          | 15 453                                          | 14 790                                                      | 11 958                                        | 14 300                                                    |                                                               |
| Мощность ПМ, л. с.                  | 10 000                                    | 13 500                                         | 13 000                                          | 14 000                                          | 14 500                                          | 14 500                                                      | 10 600                                        | 12 000                                                    | 15 000                                                        |
| Максимальная скорость, пректная узл | 16                                        | 18                                             | 17,5                                            | 18                                              | 18                                              | 18                                                          | 17                                            | 18                                                        | 18                                                            |
| Дальность, миль (на ходу, узл.)     | (10)                                      | 5320 (10)                                      | 3420 (10)                                       | 4000 (10)                                       | 4000 (10)                                       | 5610 (10)                                                   | 3750 (10                                      | 6400 (10)                                                 | 3650(10)                                                      |
| Бронирование, мм                    |                                           |                                                |                                                 |                                                 |                                                 |                                                             |                                               |                                                           |                                                               |
| Тип                                 | ГС                                        | КС                                             | КС                                              | ГС                                              | ГС                                              | ГС                                                          | ГС                                            | ГС                                                        | ГС                                                            |
| Пояс                                | 419                                       | 152                                            | 300                                             | 457                                             | 229                                             | 229                                                         | 406                                           | 203                                                       | 370                                                           |
| Палуба(скосы)                       | 102                                       | 51(51)                                         | 65                                              | 64                                              | 63(102)                                         | 38(38)                                                      | 51-63                                         | 63(76)                                                    | 55                                                            |
| Башни                               | 356                                       | 203                                            | 250                                             | 152                                             | 254                                             | 229                                                         | 254                                           | 152                                                       | 320                                                           |
| Барбеты                             | 318                                       | 305                                            | 250                                             | 457                                             | 305                                             | -                                                           | 254                                           | 254                                                       | 270                                                           |
| Рубка                               | 254                                       | 305                                            | 250                                             | 356                                             | 356                                             | 152                                                         | 229                                           | 229                                                       | 326                                                           |
| Вооружение                          | 2×2×330/35 16×1×152-мм/40 16×1×57-мм 4 ТА | 2×2×305/35 12×1×152-мм/45 10×1×76,2-мм/40 4 ТА | 2×2×240-мм/40 18×1×150-мм/40 12×1×88-мм/30 6 ТА | 2×2×305-мм/35 10×1×152-мм/40 20×1×47-мм/43 5 ТА | 2×2×305-мм/40 14×1×152-мм/40 20×1×76-мм/40 4 ТА | 2×2×254-мм/45 11×152-мм/45 20×1×76-мм/45 20×1×47-мм/43 5 ТА | 2×2×305-мм/40 12×152-мм/45 20×1×47-мм/43 6 ТА | 2×2×254-мм/32 10×152-мм/40 12×76-мм/40 12×1×47-мм/43 5 ТА | 2×2×305-мм/40 10×1×138-мм/45 8×1×100-мм/45 20×1×47-мм/43 4 ТА |

Опасной для «пересветов» была бы и встреча с вражескими крейсерами и даже с одиночным крейсером. Правда, вероятность гибели в таком бою невелика, однако полученные пробоины в небронированных оконечностях крайне отрицательно скажутся на скорости и мореходности корабля, а устранить их своими силами в открытом море и даже в бухте на каком-нибудь островке будет крайне сложно, а скорее всего, и вовсе невозможно. Таким образом, даже успешно отбившись от противника, русский «мегакрейсер» вынужден будет прервать рейдерство и возвращаться домой, что само по себе является сложной задачей из-за отсутствия у России заморских баз и безусловного господства на море противника (англичан). Следует отметить, однако, что изложенные выше соображения не помешали крайне успешному воплощению заложенной в "Пересветы" концепции намного более слабым "Эмденом" во время Первой Мировой войны, а в случае, если бы на месте легкого "Эмдена" был бы "Пересвет", то наряд сил, выделенный на подавление оказывал бы более существенное давление на театре боевых действий.
18-узловая скорость, на два узла превосходящая таковую у предшественников «пересветов» — броненосцев типа «Полтава» — к моменту вступления в строй уже не была редкостью среди полноценных броненосцев и оказалась существенно ниже, чем у современных британских крейсеров. Таким образом, «пересветы» не могли эффективно бороться с вражескими крейсерами, поскольку были не в состоянии их догнать, и не имели возможности легко оторваться от вражеских броненосцев, не обладая сколько-нибудь существенным превосходством в скорости — всё это ограничивало их ценность как рейдеров. Одновременно с этим, учитывая, что радиолокация ещё не была изобретена, как и базовая патрульная авиация, то встреча с сильным противником в огромном океане для рейдера в те времена представляла крайне низкую вероятность.
За большой расход угля на стоянке в Порт-Артуре «Пересветы» прозвали «углепожирателями». На стоянке они потребляли до 26 т угля в сутки, на 12-уз ходу — 100 т (для сравнения: значительно более мощный и практически такой же быстроходный броненосец «Цесаревич» на стоянке расходовал 8, а на 12-уз ходу — 76 т угля). Тем не менее дальность была 5610 морских миль (вместо 6860 по проекту), что почти в полтора раза больше, чем у японских броненосцев.
Вооружение «пересветов» было, в общем-то, вполне достаточным для выполнения тех задач, которые перед ними первоначально ставились.
Полная механизация башен позволяла теоретически вести огонь из них «даже младенцу», как писал современник. Однако тогдашние электрические механизмы были слишком ненадёжными, что усугублялось высокой сложностью установки. В результате поломки были обычным явлением.
Погонное 152-мм орудие «пересветов» оказалось абсолютно бесполезным. Из десяти оставшихся орудий четыре располагались близко к воде и их использование на волнении также было затруднено, особенно для носовой пары орудий. Впрочем, подобными недостатками обладали все корабли того времени с казематным расположением артиллерии. Более существенным недостатком была слабость подъёмных механизмов казематных пушек Канэ присущая всем русским кораблям.
Невысокая эффективность русских 75-мм орудий Канэ объяснялась не их конструктивными недостатками, а отсутствием в их боекомплекте фугасных снарядов. Японские (английского производства) орудия аналогичного калибра были чуть лучше. А вот почти три десятка малокалиберных пушек Гочкиса были к тому времени уже явно лишними: толку от них при отражении атак миноносцев почти не было.
Несомненным достоинством кораблей типа «Пересвет» являются хорошая мореходность и высокий надводный борт, позволяющие сохранять значительную скорость и пользоваться артиллерией даже на сильном волнении. Корабли обладали очень большой автономностью. А вот медная обшивка на двух первых кораблях серии играла скорей отрицательную, чем положительную роль. Конечно, их подводная часть обрастала существенно меньше, однако малейшее повреждение вызвало электрохимическую коррозию стальной основной обшивки корпуса и поэтому требовало проведения безотлагательного ремонта. Кроме того, медная обшивка и её деревянная подкладка имели немалую массу. На последнем корабле серии — «Победе» — от этого анахронизма времён парусного флота наконец-то отказались.
Наконец, нельзя не упомянуть о большой перегрузке всех трёх кораблей серии. В большинстве источников указывается, что «Пересвет» имел конструктивную перегрузку в 1136 т, «Ослябя» — 1734 т, «Победа» — 646 т. Перегрузка не только ухудшала скоростные качества кораблей (высокие скорости на испытаниях были получены при отсутствии многих запасов и в реальной эксплуатации были абсолютно недостижимы), но и вызывала существенное погружение главного бронепояса в воду, что снижало и без того недостаточно высокую живучесть кораблей. Так, у «Пересвета» фактическая осадка с нормальным запасом угля составила 8,43 м вместо 7,93 м по проекту, в результате чего главный бронепояс возвышался над водой всего на 40 см вместо 91 см. С полным запасом угля осадка достигала 9,1 м, и главный бронепояс уходил под воду на 30 см.
Одиночные океанские рейдеры были плохо приспособлены для эскадренного боя. Ошибочным было мнение в Морском министерстве, что эти корабли — не крейсера, а почти полноценные эскадренные броненосцы. Однако на основании судьбы кораблей типа «Пересвет» и отрицательного опыта их использования в Русско-японской войне было бы неправильно считать неверными идеи заложенные в проект.